# 牛山善政
牛山 善政（うしやま よしまさ、1922年7月18日 - 2000年11月5日）は、日本の実業家。カメラメーカーの株式会社ヤシカ創業者。
長野県諏訪郡下諏訪町出身。高等小学校卒業後、朝鮮総督府所管の京城高等工業学校（現・ソウル大学校工科大学）を卒業。北澤工業株式会社（現・東洋バルヴ株式会社）に勤務し非凡な才能ぶりを発揮。戦後独立して1949年12月、従業員8人でヤシカの前身「八洲（やしま）精機株式会社」を創業し、高度成長期の日本を代表するカメラメーカーの一つに育てた。1971年にヤシカの経理部長による横領事件が起き、責任をとる形で社長から会長に退く。1974年に会長を解任され同社の経営から離れた。その後1983年にヤシカは京セラ株式会社に吸収合併される。
1987年には健康食品会社「ヤシカコーポレーション」代表取締役に就任。ユニークな男性機能回復補助器具を考案し発売するなど、豊富なアイデアと論客ぶりで晩年まで話題を呼んだ。娘婿は地崎昭宇（地崎工業(現岩田地崎建設)元代表取締役）で、作曲家のT-SKは孫。